# Географія Чеченської Республіки Ічкерія

Мапа Чеченської Республіки Ічкерія

Чеченська Республіка Ічкерія розташована на Північному Кавказі, в долинах річок Терек і Сунжа. Площа республіки складає 16 тисяч 176 км². Максимальна довжина території з півночі на південь — 183 км, із заходу на схід — максимальна довжина 147 км, мінімальна довжина 97 км, середня довжина з заходу на схід — 122 км.

## Рельєф
Південна частина чеченських земель (близько третини площі) знаходиться в зоні високогір'їв (на північному схилі Головного кавказького хребта), північна частина — рівнинна, зайнята Чеченською рівниною і Терсько-Кумською низовиною.

## Клімат
Республіка Ічкерія властива значною різноманітністю кліматичних умов. На території республіки зустрічаються всі перехідні типи клімату: від посушливого помірно континентального до холодного і вологого високогірного. Середня температура січня становить від -3 °С на Терсько-Кумській низовині до -12 °С в горах, середня температура липня відповідно 25 і 21 °С. Випадає від 300 (на Терсько-Кумській низовині) до 1000 мм (у південних гірських районах) опадів на рік.

## Гідрографія
Гідрографічна мережа Чечні належить басейну Каспійського моря. Головна річка республіки, що перетинає її із заходу на схід, — Терек. Річки на території Чечні розподілені нерівномірно: гірська частина і прилегла до неї Чеченська рівнина мають густу, сильно розгалужену річкову мережу; на Терсько-Сунженській височині та в районах, розташованих на північ від Терека, річки відсутні.

## Рослинний і тваринний світ

### Ґрунти і рослинність
Ґрунти на рівнинних ділянках — переважно лучні, на більш піднесених — чорноземи, в долинах річок — болотно-лучні, а в горах — гірсько-лісові та гірсько-лучні. На Терсько-Кумській низовині переважає полиново-солянкова рослинність, на зволожених ділянках — типчаково-ковиловий степ. На території Чеченської рівнини росте степова і лісостепова рослинність. У горах на висоті до 2200 м — широколистяні ліси, вище — субальпійські луки.

### Тваринний світ
На території Чечні мешкає безліч гризунів, плазунів і птахів: євразійська дрохва, гуси, крижень, кавказький фазан. У горах зустрічаються кам'яна і лісова куниці, бурий ведмідь, кабан, сарна, вовк, лісовий кіт тощо.

## Корисні копалини
Чеченська земля багата паливно-енергетичними ресурсами, такими як: нафта, газ і конденсат. Також в республіці чимало родовищ цегляної сировини, глини, будівельних пісків, мергелю, вапняку, доломіту і гіпсу. За своїм складом нафта в Ічкерії переважно парафініста, з високим вмістом бензину. Більшість родовищ розташована в межах системи Терського хребета, також нафтовидобувні свердловини розташовуються на Сунженському хребті і на монокліналії Чорних гір.